# Данилково (Весьегонский район)
Данилково — опустевшая деревня в Весьегонском муниципальном округе Тверской области.

## География
Деревня находится в северо-восточной части Тверской области на расстоянии приблизительно 24 км на юг-юго-запад по прямой от районного центра города Весьегонск на правом берегу речки Кесьма.

## История
Известна с 1859 года, когда здесь было отмечено 30 дворов. До 2017 года входила в состав Пронинского сельского поселения, с 2017 по 2019 год входила в состав Ивановского сельского поселения до упразднения последнего.

## Население
Численность населения: 186 человек (1859 год), 1 (русские 100 %) в 2002 году, 0 в 2010.